# Aglaia (Charis)

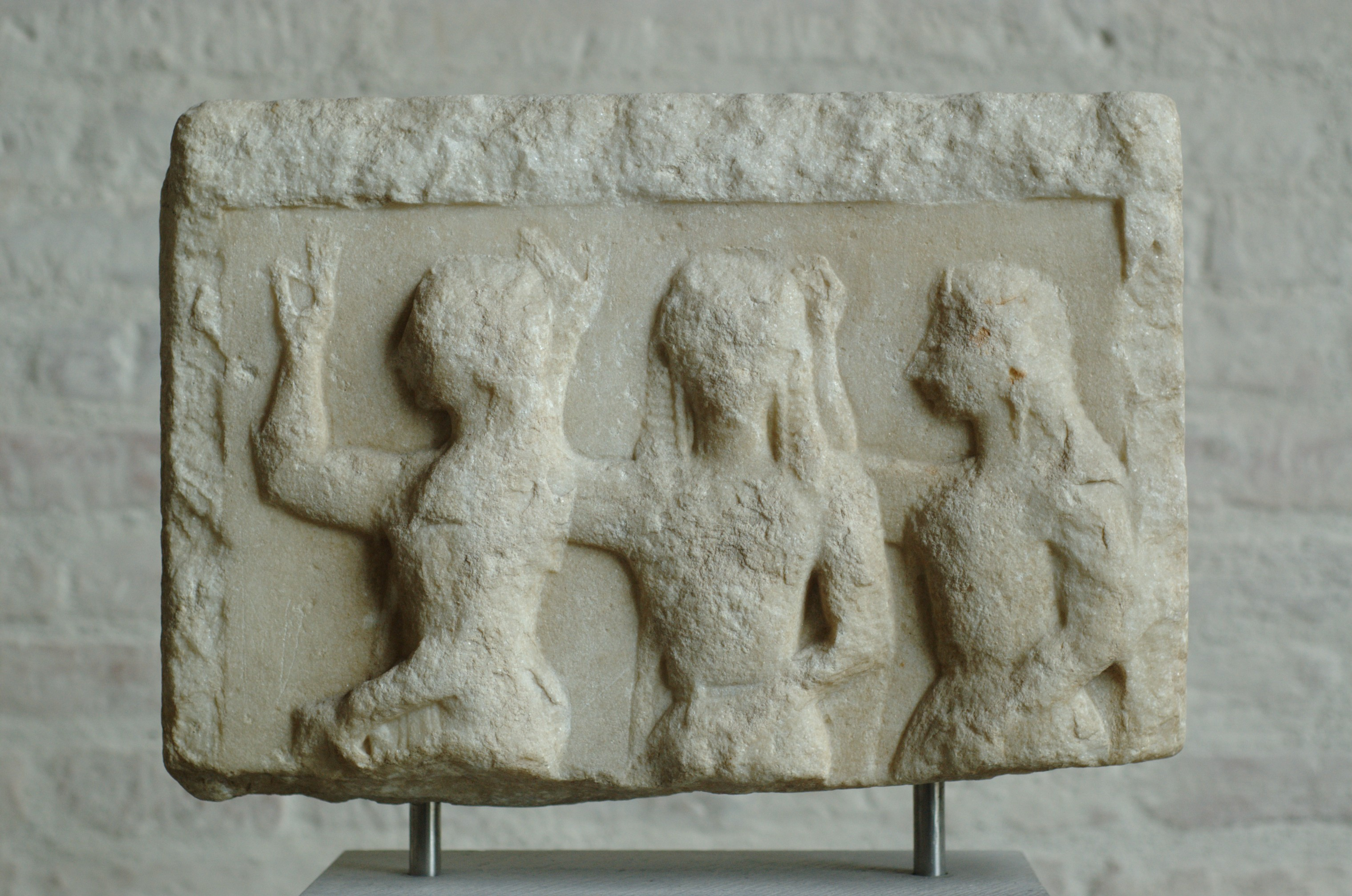
Relief der drei Chariten, ca. 570–560 v. Chr., Paros

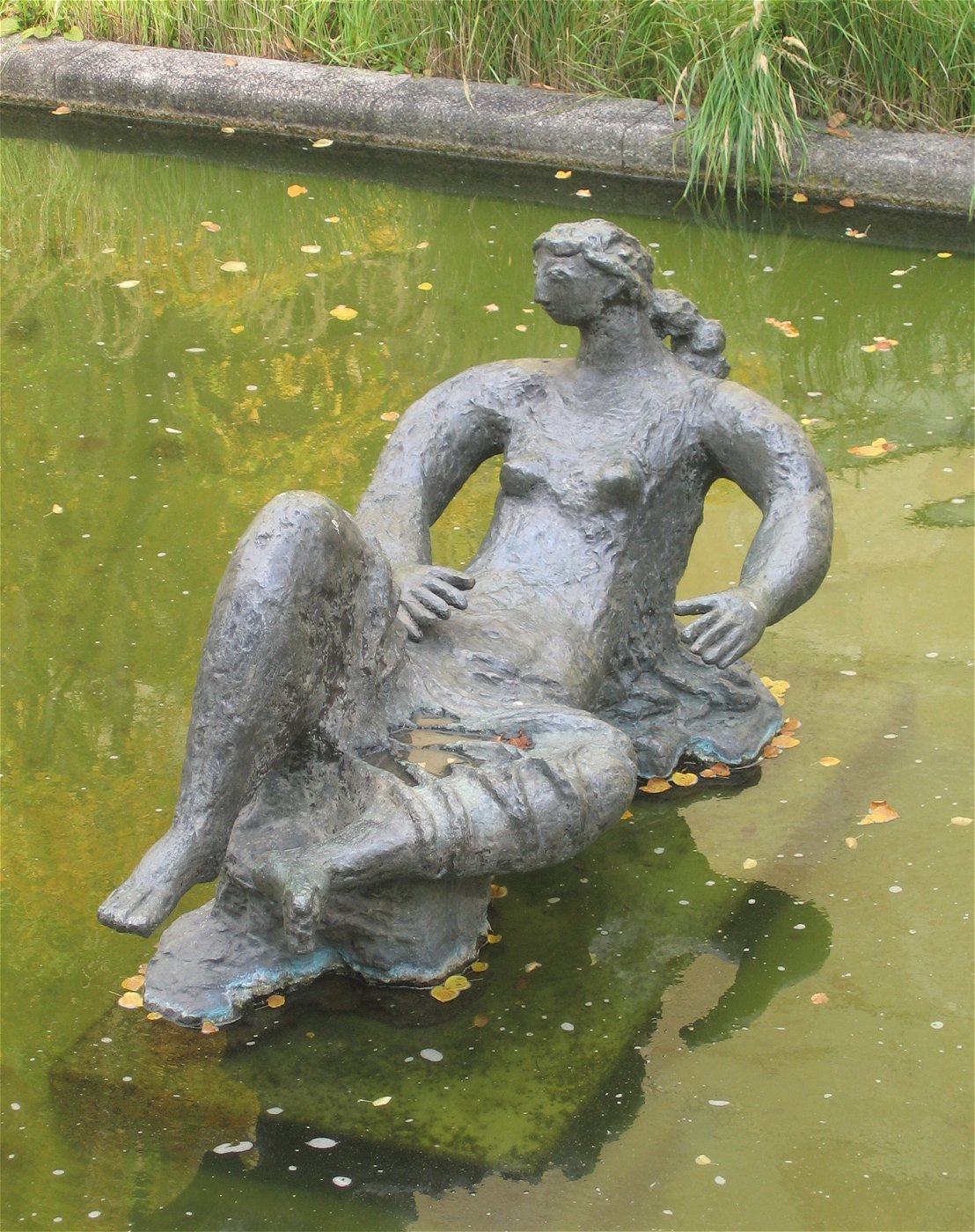
Bronzestatue der Aglaia, von Toni Stadler 1961, vor der Neuen Pinakothek in München

Aglaia (altgriechisch Ἀγλαΐα Aglaḯa, deutsch ‚Glanz, Pracht‘, daneben auch Καλή Kalḗ, deutsch ‚die Gute‘) ist in der griechischen Mythologie eine der Chariten.
Zusammen mit Euphrosyne und Thaleia gehört Aglaia zu den drei Chariten (Grazien), den griechischen Göttinnen der Anmut. Als deren Eltern werden meist Zeus und Eurynome genannt. Aglaia war die jüngste von ihnen. Nach Darstellung des griechischen Dichters Hesiod war sie die Gemahlin des Hephaistos (traditionell galt dieser als Gatte der Aphrodite).